# Enrique Medina Ortega
Enrique Medina Ortega (Attendorn, 14 de setembre de 1974), conegut futbolísticament com a Quique Medina, és un exfutbolista valencià nascut a Alemanya. Ocupava la posició de defensa.

## Trajectòria
Arriba a l'equip juvenil del València CF després de despuntar a l'Atlètic Manises. Al conjunt merengot passa pels diferents filials, però només juga un encontre amb el primer equip, a la campanya 94/95. A l'any següent marxa al Deportivo Alavés, on amb prou feines apareix en dos partits.
L'estiu de 1996 recala al Vila-real CF. A l'esquadra grogueta aconsegueix un lloc a l'onze titular, que no abandonaria en dues campanyes, rematades amb l'històric ascens a primera divisió. Però, Quique Medina no té continuïtat, i passa cedit al CD Numancia, amb qui juga 20 partits i assoleix un nou ascens a la màxima categoria.
De nou al Vila-real, que retornava a la Segona, el defensa recupera la titularitat i disputa 37 partits. Un altre ascens dels valencians, i aquesta vegada el d'Attendorn tampoc compta per al club i apareix només en 9 partits. Passa la temporada 01/02 a la UD Salamanca, on qualla una bona temporada, i retorna al Vila-real, amb qui disputa 19 partits a la màxima categoria.
L'estiu de 2003 deixa definitivament el Vila-real per fitxar amb el Getafe CF. Al conjunt madrileny milita dues campanyes força irregulars. Es retiraria el 2006, després d'haver jugat la darrera temporada a les files de l'Elx CF.

### Internacional
Quique Medina va ser internacional en categories inferiors tant amb la selecció valenciana de futbol com amb la selecció espanyola.